# Dundalk (Irlande)
Pour les articles homonymes, voir Dundalk.
Dundalk est une ville du comté de Louth en Irlande. Elle fut fondée en 1189.
Si l'on s'en tient aux populations intra-muros recensées en 2006, à l'exception des villes ayant le statut de cité (Dublin, Cork, Limerick, Galway et Waterford), Dundalk est la ville la plus peuplée d'Irlande avec 29 037 habitants. Avec les 6 048 habitants qui vivent dans sa banlieue, elle n'est dépassée que par Drogheda, de seulement cinq habitants.

## Toponymie
Son nom provient de Dún Dealgan qui signifie le « fort de Dalga » en irlandais, qui est associé au guerrier mythique Cúchulainn.

## Géographie
Dundalk se trouve près de la frontière avec l'Irlande du Nord et à 80 km au nord de Dublin. 

## Histoire

### Origines
Les populations du Néolithique ont commencé à peupler l'Irlande vers 3500 av. J.-C. Elles ont laissé comme trace le dolmen de Proleek, à Ballymascanlon, au nord de Dundalk.
Les Celtes sont arrivés dans l'île vers 500 av. J.-C., après s'être répandus dans la plus grande partie de l'Europe. Le groupement qui s'est installé dans le nord du comté de Louth était appelé les Conaille Muirtheimhne du nom de leur chef légendaire, Conaill Carnagh, des Red Branch Knights d'Ulster. Leur territoire correspond aux alentours de Dundalk. Une des plus épopées poétiques celtiques et celles des Red Branch Knights, de la Táin Bó Cúailnge et de Cúchulainn.
Dundalk était à l'origine un village-rue sans fortifications qui longeait une arête de gravier.

### Développement
En 1169, les Normands arrivent en Irlande et commencent à conquérir de vastes territoires. En 1185, Bertram de Verdun, de la noblesse normande, fait bâtir un manoir à Castletown Mount. Une autre famille normande, les de Courcey, conduite par John de Courcey, s'établit dans le quartier de Seatown de Dundalk, la « villa nova de Dundalke ». Ces deux familles entreprennent de fortifier de la ville, l'entourant d'un mur d'enceinte à la manière des forteresses normandes. La ville se développe grâce au pont sur la rivière Castledown, et également parce qu'elle joue le rôle de ville frontière avec l'extrémité nord du Pale (le territoire anglais en Irlande).
En 1315, Édouard Bruce, frère du roi d'Écosse Robert Ier, débarque en Irlande pour combattre les Anglais sur un deuxième front. Après avoir pris Carrickfergus, il s'empare de la ville de Dundalk qui subit de grands dommages. En 1318, c'est de nouveau aux alentours de Dundalk, à la bataille de Faughart, qu'il est finalement vaincu et trouve la mort.
Au XVIIe siècle, Lord Limerick (qui deviendra le premier Comte de Clanbrassil), modernise la ville pour lui donner la physionomie qu'on lui connait aujourd'hui. S'inspirant des villes d'Europe qu'il avait visitées, il entreprend de percer des rues conduisant vers le centre-ville. Il fait démolir les anciens remparts, et trace de nouvelles voies pour relier les artères principales. La plus importante de ces nouvelles rues dessert une nouvelle place, Market Square, qui existe toujours, avec une fabrique de lin et de batiste située à son extrémité est, adjacente à des casernes d'artillerie et de cavalerie de l'armée britannique (les Aiken Military Barracks).

### Epoque moderne
Au XIXe siècle, la ville accroit son importance grâce au développement de nombreuses industries dans ses environs. L'arrivée du chemin de fer, l'extension du quartier des docks (le Quay) sont les éléments qui fournissent les bases de ce développement.
Les premières lignes de chemin de fer allaient vers Dublin (1849) et Belfast (1850), plaçant la ville au centre des échanges entre ces deux métropoles. D'autres lignes vont relier la ville à Derry (1859) et Greenore (1873).
Après la partition de l'Irlande en mai 1921, Dundalk devient une ville frontière, et la ligne Dublin-Belfast une ligne internationale. L'État libre d'Irlande installe une douane et un bureau de l'immigration pour contrôler les passagers et les marchandises traversant la frontière par le train. Dans les années 1950, les lignes secondaires sont fermées.
La ville a continué de s'agrandir grâce à la prospérité de ses industries et constitue un vaste bassin d’emploi. De nombreuses compagnies internationales, dont la diversité va de l'agroalimentaire jusqu'aux composants informatiques, ont des usines à Dundalk.

## Vue d'ensemble
Dundalk fait partie des neuf villes ayant un statut central (Gateway) dans la « National Spatial Strategy », un plan global d'aménagement du territoire sur 20 ans, axé sur le développement économique et social, ce qui va élever cette ville au premier plan des agglomérations d'Irlande.
Un ambitieux programme prévoit l'évolution des infrastructures à l'horizon 2020 : route, rail, télécommunications, selon le National Development Plan, ainsi qu'une meilleure intégration dans son voisinage.
La route nationale M1 / N1 et le train mettent Dundalk à une distance raisonnable des aéroports internationaux de Dublin et de Belfast.
De nos jours, Dundalk conserve les caractéristiques linéaires d’une ville médiévale, bien qu’il y ait des preuves d’une occupation depuis l'époque préhistorique et au début de l'ère chrétienne. Cette ville est stratégiquement placée, sur la côte de la mer d’Irlande, à mi-chemin entre Dublin et Belfast, les deux plus grandes cités de l'île. Environ 428 000 personnes vivent dans un rayon de 50 km autour de Dundalk.

## Enseignement
L'Institut de Technologie de Dundalk (Dundalk Institute of Technology, le DkIT) est le principal établissement universitaire de la région nord-est de l’Irlande. À partir de 1970, il dispensait des formations techniques et d’apprentissage ; il a depuis évolué pour devenir un établissement de troisième cycle majeur.

## Sport
Contrairement à la plupart des autres villes irlandaises, le football est le sport numéro un à Dundalk. Dundalk FC a réalisé en 2016 le doublé coupe/championnat pour la deuxième fois consécutive et réalise des performances très honorables durant les premiers tours de play-off en Ligue des Champions.

## Personnalités
- Les Corrs, groupe de variété, qui y sont tous nés.
- Steve Staunton, ancien footballeur et ancien manager de l'équipe de la république d'Irlande de football, a grandi à Dundalk.
- Peter Rice (1935-1992), ingénieur, a travaillé sur l'opéra de Sydney, la pyramide du Louvre et le centre Pompidou ainsi que sur d’autres prestigieux bâtiments.
- John Philip Holland, un pionnier dans le domaine des sous-marins, a travaillé comme enseignant au Colaiste Ris, Dundalk
- Tommy Traynor, (1933-2006) ancien footballeur, arrière gauche de l'équipe de la république d'Irlande de football et du Southampton Football Club, né à Dundalk
- Dermot Ahern, avocat et homme politique du Fianna Fáil party. Entré au gouvernement comme Ministre des affaires étrangères d’Irlande.
- John Moore, réalisateur, producteur et scénariste de cinéma.
- Sébastien Berlier, fondateur de la société Hosting Power, a vecu à Dundalk.
- Molly Barton (1861-1949), artiste Irlandaise

## Jumelage
- Rezé (France)